# Sistema
Um sistema (do grego σύστημα systēma, através do latim systēma), é um conjunto de elementos interdependentes de modo a formar um todo organizado. É uma definição que acontece em várias disciplinas, como administração, biologia, direito, história da arte, informática e medicina. Vindo do grego, o termo "sistema" significa "combinar", "ajustar", "formar um conjunto".

## Visão geral
Todo sistema possui um objetivo geral a ser atingido. O sistema é um conjunto de órgãos funcionais que têm sua determinada função, componentes, entidades, partes ou elementos e as relações entre eles, a integração entre esses componentes pode se dar por fluxo de informações, fluxo de matéria, fluxo de sangue, fluxo de energia, enfim, ocorre comunicação entre os órgãos componentes de um sistema.
A boa integração dos elementos componentes do sistema é chamada sinergia, determinando que as transformações ocorridas em uma das partes influenciará todas as outras. A alta sinergia de um sistema faz com que seja possível a este cumprir sua finalidade e atingir seu objetivo geral com eficiência; por outro lado, se houver falta de sinergia, pode implicar mau funcionamento do sistema, causando, inclusive falha completa, morte, falência, pane, queda do sistema, etc.
Vários sistemas possuem a propriedade da homeostase, que em poucas palavras é a característica de manter o meio interno estável, mesmo diante de mudanças no meio externo. As reações homeostáticas podem ser boas ou más, dependendo se a mudança foi inesperada ou planejada.
Também podem-se construir modelos para abstrair aspectos de sistemas, como, por exemplo, um modelo matemático, modelos de engenharia de software, gráficos.
Em termos gerais, sistemas podem ser vistos de duas maneiras:
- através da análise, em que se estuda cada parte de um sistema separadamente a fim de recompô-lo posteriormente.
- através de uma visão holista, em que se entende que o funcionamento do sistema como um todo, constitui um fenômeno único, i.e., irredutível em suas partes.

## Tipos de sistemas
- Um sistema interage com o seu meio através de entradas e saídas. Nesses casos, é declarado com um sistema aberto.
- Os sistemas são dinâmicos e têm componentes e fluxos, que devem permanecer em sinergia e homeostase ao longo do tempo.
- Distinguem-se os sistemas físicos e os sistemas conceptuais:
  - Sistemas físicos são sistemas compostos de matéria e energia, por exemplo, um conjunto de astros como o sistema solar com seus planetas orbitando ao redor da estrela Sol.
  - Sistemas conceptuais são compostos de ideias. Sistemas conceptuais geralmente existem para ajudar na busca de objetivos específicos ou podem ser usados para modelar sistemas físicos. Um conjunto de componentes inter-relacionados pode ser declarado um sistema, ou ainda ser abstraído para ser declarado um componente de um sistema maior. Sistemas permitem a prática de "atividades", os sistemas conceptuais permitem que "coisas" sejam feitas na sociedade humana.

- Nas ciências sociais, algumas abordagens como as feitas por parcela dos autores marxistas consideram o sistema econômico como determinante dos demais sistemas sociais, tal como o sistema jurídico.
- Na biologia, podemos definir sistemas do corpo humano como o sistema nervoso, o sistema circulatório, o sistema digestório, o sistema reprodutor, o sistema respiratório.
- Na engenharia, um circuito elétrico pode ser considerado um exemplo de sistema.
- Na história da arte, os sistemas também desempenham um papel fundamental, especialmente no contexto das ordens clássicas da arquitetura, que podem ser entendidas como sistemas estéticos e construtivos organizados, desenvolvidos na Grécia Antiga e sistematizados pelos romanos.[1][2]

## Sistemas biológicos
Os humanos possuem uma variedade de sistemas devido à complexidade do organismo da espécie. Estes sistemas específicos são amplamente estudados pela anatomia humana. Muitos animais compartilham conosco estes sistemas:
- Sistema digestivo (ou digestório) responsável pela transformação do alimento em nutrientes para o organismo, alguns de seus órgãos são o estômago, a boca e o intestino
- Sistema respiratório
- Sistema circulatório responsável pelo transporte do sangue pelo corpo, alguns de seus órgãos são o coração e as artérias.
- Sistema nervoso
- Sistema linfático
- Sistema urinário (excretor)
- Sistema muscular
- Sistema reprodutor
- Sistema endócrino
- Sistema ósseo
- Juntos, os sistemas biológicos constituem o organismo, a unidade que participa de uma população.

Átomo <> Molécula <> Organela <> Célula <> Tecido <> Órgão <> Sistema <> Organismo <> População <> Comunidade <> Ecossistema <> Bioma <> Biócoro <> Biociclo <> Biosfera <> Cosmo

## Sistemas de informaçãoe ciência da computação
Em ciência da computação e ciência da informação, sistema pode ser também uma função ou um algoritmo. Para o primeiro caso existem os sistemas de cálculo, como os numerais romanos, e vários sistemas para preenchimento de formulários, e no segundo caso há os de catalogação, como vários sistemas de biblioteca e de livrarias que usam a Classificação facetada de Dewey, por exemplo. Isto ainda se encaixa com a definição de componentes que são interconectados (neste caso, no intuito de facilitar o fluxo de informações)

## Sistemas em pesquisa operacional e ciência do gerenciamento
Em pesquisa operacional e desenvolvimento organizacional, as organizações são vistas como sistemas humanos (sistemas conceituais) compreendidos de componentes interativos como subsistemas, processos e estruturas organizacionais. Peter Senge (teoria de desenvolvimento organizacional) desenvolveu a noção de organização e sistemas no seu livro The Fifth Discipline.
Pensamento em Sistemas tem sido identificada como uma importante competência de liderança onde um indivíduo pensa globalmente quando atua localmente. Ele ou ela leva em conta as potenciais consequências de uma decisão em outras partes da organização.

## Causando mudanças em sistemas
- Donella Meadows propôs doze pontos de alavancagem para intervir num sistema.
- Dr. Eliyahu Moshe Goldratt propôs a Teoria das restrições e suas ferramentas para permitir um processo contínuo de melhoria em organizações.